# Brachytrupes politus
Brachytrupes politus är en insektsart som först beskrevs av Bolívar, I. 1890.  Brachytrupes politus ingår i släktet Brachytrupes och familjen syrsor. Inga underarter finns listade i Catalogue of Life.